# Schijndel
Schijndel ( udtale ?; Schijndelsk dialect: Skèndel) var indtil 31. december 2016 en kommune og en by i den sydlige provins Noord-Brabant i Nederlandene.
Per 1.januar 2017 skal Schijndel slå sig sammen med Sint-Oedenrode og Veghel i en ny kommune kaldt Meierijstad.